# 连贯 (1906年)
连贯（1906年10月19日—1991年12月23日），原名连学史，男，广东大埔人，中华人民共和国政治人物。

## 生平
1925年，连贯加入中国共产党，历任全国各界救国联合会华南区总部秘书长、中共香港党组书记等职位。抗日战争期间，担任八路军驻香港办事处党支部书记兼华侨工作委员，负责统战工作。随后历任中共广东区党委常委、中共香港分局委员、中共中央华南分局委员、香港工委副书记。中华人民共和国成立后，他担任中共中央统战部秘书长、中共中央对外联络部副部长等职。他还是第一、二、三届全国人大常委会副秘书长。